# Saint-André-de-l'Eure
Saint-André-de-l'Eure es una localidad y comuna francesa situada en la región de Alta Normandía, departamento de Eure, en el distrito de Évreux y cantón de Saint-André-de-l'Eure.

## Demografía
| 1972 | 2013 | 2490 | 2703 | 3110 | 3258 |
| Para los censos de 1962 a 1999 la población legal corresponde a la población sin duplicidades (Fuente: INSEE [Consultar]) |      |      |      |      |      |

## Administración

### Entidades intercomunales
Saint-André-de-l'Eure está integrada en la Communauté de communes La Porte Normande. Además forma parte de diversos sindicatos intercomunales para la prestación de diversos servicios públicos:
- Syndicat de voirie du canton de Saint André de l'Eure
- S.A.E.P de production et de distribution du plateau de Saint André de l'Eure
- Syndicat du CEG de Saint-André-de-l'Eure
- Syndicat de l'électricité et du gaz de l'Eure (SIEGE)

### Riesgos
La prefectura del departamento de Eure incluye la comuna en la previsión de riesgos mayores por:
- Presencia de cavidades subterráneas.
- Riesgos derivados del transporte de mercancías peligrosas.

## Lugares y monumentos
- Iglesia de piedra blanca y sílex negro, construida en el siglo XVI.
- Ayuntamiento, constriudo en 1933 con inspiración anglonormanda.
- Tres fuentes ornamentales instaladas en 1861.